# Pieter Embrechts
Pieter Embrechts (28 april 1972) is een Belgisch acteur en zanger. Hij is een broer van collega's Bert en Tine Embrechts.
Hij studeerde in 1994 af aan de Antwerpse theaterschool Studio Herman Teirlinck, afdeling Kleinkunst.

## Biografie

### Acteerwerk
Als tv-acteur debuteerde Pieter Embrechts in 1992 als journalist in de VTM-serie Familie. In 1993 speelde hij een van de Streberschool-bengels in de VTM-serie Meester! van Frank Dingenen. Daarna volgden onder andere Kulderzipken, Het Peulengaleis, W@=D@, Mijn Sport Is Top en de rol van Beppe Cimino in De Smaak van De Keyser. In 2009-11 kreeg hij rollen in de Eén-serie Wolven als ijzingwekkende huurmoordenaar en in de VTM-serie De Rodenburgs (als senator en erfgenaam). Zijn improvisatietalent schitterde in de spelformule De Rederijkers.
Embrechts vertolkt ook meerdere stemmen in de Vlaamse versie van de televisieserie Kika en Bob.
In de bioscoop was hij te zien in de spin-off van Wolven, Wolf, de film. Hij had een rol in onder andere de films Zus & Zo en TBS. Embrechts was ook de stem van de titelrollen Tarzan in de Vlaamse nasynchronisatie van de animatiefilms Tarzan en Till Eulenspiegel (2003).
In het theater werkte Embrechts als lid van De Kakkewieten ook aan een aantal voorstellingen mee, maar speelde daarnaast onder andere met de Roovers in De bezetenen, of met Victoria en met Compagnie De Koe in de Poes, poes, poes reeks. In het kader van het multimediale W@=D@ project is hij ook de laatste jaren in het theater met voorstellingen van deze tv-reeks die hij met Dimitri Leue, de tekstschrijver, ook op Ketnet vertolkte.
Sinds 2003 speelt hij ook de rol van Ramon Iglesias in het jaarlijks televisieprogramma Hij komt, hij komt... De intrede van de Sint. In 2015 speelde hij de hoofdrol in de Sinterklaasfilm Ay Ramon!. Hij speelde in 2018 hetzelfde personage in de film Sinterklaas en de wakkere nachten en in 2021 in Sinterklaas en Koning Kabberdas.
In 2015 speelt hij in het tweede seizoen van de BNN-serie Smeris, als de crimineel Guy Moliers. In 2018 speelt hij Kamiel in de Familie Kruys.
In het seizoen 2019-2020 speelt hij de rol van Valentine in de musical Lazarus in Amsterdam waar hij eveneens een Musical Award voor won.
In 2024 speelde hij een gastrol in de tv-serie Máxima. 

### Tv-presentatie
In 2008 maakte Pieter Embrechts voor Ketnet de serie Mijn Sport Is Top, waarin hij het telkens tegen een andere BV opnam in een viertal sporten.
In 2011 en 2012 presenteerde Pieter Embrechts telkens een seizoen van zes afleveringen van Man over woord, een luchtig gepresenteerd docu-magazine over de Nederlandse taal op Canvas.

### Muziek
In 2004 bracht Embrechts zijn album Maanzin uit. In 2016 breidde hij een vervolg aan zijn Nederlandstalige repertoire met het dubbelalbum Onderwoud.
Pieter Embrechts was onder meer lid van de Vlaamse Latin band El Tattoo del Tigre. Voor het Eén-programma Zo is er maar één coverde hij het bekende nummer 'Hé Lekker Beest' van Isabelle A. In 2004 bracht hij de cd Maanzin uit.
In 2003 was er eenmalige samenwerking met broer Bert en zus Tine onder de naam 'Zushi'. Ze brachten samen de cd-single 'Eve is Bathing' uit.
In 2007 kreeg hij een Vlaamse Musicalprijs (beste inhoudelijke prestatie) voor de door hem geschreven tekst (gebaseerd op een Sahel-epos) en muziek van de musical Sunjata, waarvan ook een versie gemaakt is op Ketnet.
Van 2009 tot en met 2013 tourde hij met Pieter Embrechts & The New Radio Kings doorheen Vlaanderen. Deze 'little big band' was een vervolg op El Tattoo del Tigre. Ze brengen bekende en minder bekende klassiekers in een big band jasje. Ze brachten in 2009 een ep uit 'Between the Devil and the Deep Blue Sea' en in 2010 volgde een volledige cd 'Time is a Thief'.
In 2014 begon hij te toeren met een nieuw Nederlandstalig muziekprogramma 'Apenbloed en Engelengezang'. In juni 2015 bracht hij samen met de Ringlandband - verder bestaande uit Styrofoam, Slongs Dievanongs, Merdan Taplak, Bart Peeters, Marcel Vanthilt en Halve Neuro - het protestnummer Laat de Mensen Dansen uit tegen het BAM-tracé in Antwerpen en voor de realisatie van Ringland. Het nummer werd echter geband door o.a. de VRT en Q-music omdat het te politiek getint zou zijn.
In 2016 bracht hij het dubbelalbum “Onderwoud” uit met daarop de singles “Hier In Borgerhout” en “Zomernachten”.
In 2018 werd hij de nieuwe presentator van de Night of the Proms, waar hij ook zelf als artiest zou optreden.  Verder was 2018 het jaar waar hij de aftrap gaf van “A Street Concert”.  Pieter Embrechts interviewde een jaar lang mensen met verschillende culturele achtergronden die alvast één ding met elkaar delen: het leven op de Turnhoutsebaan in Borgerhout. Hij zette hun verhalen om in prachtige songs, straffe vertellingen en filmische portretten. Ontroerend en integer, niet gespeend van humor of tragiek, zoals het leven zelf. Deze baan symboliseert de evenwichtsoefening waar elke grote Europese stad voor staat. Ze stelt vragen omtrent identiteit, diversiteit en eenheid.  In het boek 'A Street Concert - Gezongen Portretten op Doek' staan alle songteksten en verhalen, inclusief een cd. Ook is er een link naar alle kortfilms uit de voorstelling en de documentaire. Want het zou natuurlijk spijtig zijn indien al de mooie portretten die Pieter geschetst heeft, gewoon zouden vervagen na het einde van de tournee. 
Op 22 januari 2020 ontving hij voor zijn rol van Valentine in de musical ‘Lazarus’ de Musical Award voor beste mannelijke hoofdrol.

## Discografie

### Albums
| Album met hitnotering(en) in de Vlaamse Ultratop 200 albums | Datum van verschijnen | Datum van binnenkomst | Hoogste positie | Aantal weken | Opmerkingen             |
| ----------------------------------------------------------- | --------------------- | --------------------- | --------------- | ------------ | ----------------------- |
| Maanzin                                                     | 2004                  | 16-10-2004            | 57              | 18           |                         |
| Time is a thief                                             | 14-06-2010            | 19-06-2010            | 9               | 22           | met The New Radio Kings |
| Onderwoud                                                   | 19-02-2016            | 27-02-2016            | 8               | 48           |                         |

### Singles
| Single met hitnotering(en) in de Vlaamse Ultratop 50 | Datum van verschijnen | Datum van binnenkomst | Hoogste positie | Aantal weken | Opmerkingen             |
| ---------------------------------------------------- | --------------------- | --------------------- | --------------- | ------------ | ----------------------- |
| Life is tough                                        | 22-08-2011            | 12-11-2011            | tip72           | -            | met The New Radio Kings |
| J'ai perdu mon âme                                   | 08-06-2015            | 20-06-2015            | tip93           | -            | met Isolde et Les Bens  |
| Zomernachten                                         | 18-04-2016            | 30-04-2016            | tip2            | -            |                         |
| Tweegevecht                                          | 05-09-2016            | 17-09-2016            | tip32           | -            |                         |

## Trivia
- Op 30 september 2012 was hij te gast in Ketnet King Size om fairtrade te promoten, waarvoor hij een lied schreef en uitvoerde met een neefje.

- Gemeinsame Normdatei: 141800801
- International Standard Name Identifier: 0000 0003 6891 4784
- MusicBrainz: 0c83ad75-63ca-4fff-bf1a-6175b09ee42b
- Nederlandse Thesaurus van Auteursnamen: 315148608
- Virtual International Authority File: 281126306
- WorldCat: E39PBJcKGdfKYxBg4GMdCqKrv3